# Vertrag von York
Der Vertrag von York war ein am 25. September 1237 geschlossener Vertrag zwischen England und Schottland. In dem Vertrag ließ sich der schottische König alte, kaum noch durchsetzbare Ansprüche abkaufen, wofür der englische König bereit war, eine hohe Entschädigung zu geben. Dennoch war der Vertrag ein weiser Kompromiss, der die Beziehungen zwischen den beiden Reichen weiter verbesserte.

## Vorgeschichte
Durch das Erbe von Maud of Huntingdon war das schottische Königshaus im 12. Jahrhundert in den Besitz von Northumberland und anderen nordenglischen Gebieten gekommen. König Malcolm IV. hatte zwar 1157 auf Northumberland verzichten müssen, doch bis zum 1209 geschlossenen Vertrag von Norham hatte König Wilhelm I. an den Ansprüchen auf Northumberland festgehalten. Wilhelms Bruder David hatte die Honour of Huntingdon und den Titel Earl of Huntingdon erhalten. Im Juni 1237 starb Davids Sohn John ohne männlichen Nachkommen. Johns Besitzungen sollten nun unter seinen Schwestern aufgeteilt werden, doch der schottische König Alexander II. hätte den Titel Earl of Huntingdon beanspruchen können. Dazu hatte der englische König Heinrich III. einen Teil der Bedingungen des Vertrags von Norham nicht erfüllt, den sein Vater Johann Ohneland geschlossen hatte. Nach diesem Vertrag hätte der englische König oder sein Bruder Richard eine der Töchter von Wilhelm I. heiraten sollen, doch sie waren schließlich nur mit englischen Baronen und damit unter ihrem Rang verheiratet worden. Heinrich III. hatte 1236 schließlich Eleonore von der Provence geheiratet. Alexander II. hatte bereits zuvor verstärkt auf seinen Besitzansprüchen in Nordengland bestanden. Er hatte zu dieser Zeit die volle Unterstützung seiner Magnaten, so dass er auf den englischen König diplomatischen Druck ausüben konnte. Eine vom englischen König für Ende Dezember 1235 ausgesprochene Einladung schlug er aus. Auch unter den englischen Magnaten war die Ansicht weit verbreitet, dass die Ansprüche des schottischen Königs berechtigt waren. Anfang September 1236 kam es zu einem Treffen der beiden Könige im nordenglischen Newcastle. Alexander II. verlangte die Erfüllung der alten Verträge, worauf ihm der englische König Landbesitz in England mit jährlichen Einkünften von 80 Mark anbot. Mit dem Angebot hatte der englische König anerkannt, dass die Ansprüche des schottischen Königs berechtigt waren. Der schottische König erklärte, das Angebot zu überdenken, und brach nach drei Tagen das Treffen ergebnislos ab. Die Beziehungen zwischen den beiden Reichen verschlechterten sich weiter, nachdem der englische König im Frühjahr 1237 den schottischen König beschuldigte, Seeräubern Zuflucht zu gewähren, die englische Schiffe in der Irischen See angegriffen hatten. Er ließ für schottische Schiffe Häfen in Irland schließen und schottische Kaufleute verhaften. Für März 1237 geplante Verhandlungen mit Schottland sagte der englische König kurzfristig ab. Auf Bitten des englischen Königs hatte Papst Gregor IX. im Mai 1237 Kardinal Oddone di Tonengo als päpstlichen Legaten nach England gesandt. Ursprünglich sollte der Legat nur zwischen dem englischen König und dem englischen Klerus vermitteln, doch nur sieben Wochen später ermächtigte der Papst den Legaten, auch in dem Konflikt zwischen England und Schottland zu vermitteln. Nach dem Tod des Earl of Huntingdon bot sich nun die Gelegenheit, die Konfliktpunkte zwischen den beiden Reichen auszuräumen.

## Verhandlungsverlauf und Vertragsinhalt
Nachdem der Legat in England eingetroffen war, erreichte er wenig später, dass die beiden Könige vermutlich am 22. September 1237 in das nordenglische York kamen. Drei Tage lang führte der päpstliche Legat Oddone di Tonengo Verhandlungen zwischen den Königen, ehe der Vertrag am 25. September 1237 besiegelt wurde. In dem Vertrag verzichtete Alexander II. für immer auf die Ansprüche der schottischen Könige auf die nordenglischen Grafschaften. Damit wurde indirekt die Grenze zwischen den beiden Reichen auf eine Linie zwischen dem Solway Firth im Westen und der Mündung des Tweed im Osten festgelegt. Mit Ausnahme des kleinen Gebiets um Berwick, das 1482 endgültig an England fiel, ist dieser Grenzverlauf bis heute gültig. Der englische König wurde von der Verpflichtung befreit, dass er oder sein Bruder Richard eine der Schwestern des schottischen Königs heiraten musste. Für die 15.000 Merks, die Wilhelm I. an Johann Ohneland zahlen sollte, und als Entschädigung für die Heiraten, die seinen Schwestern versprochen worden waren, erhielt Alexander II. Landbesitz in Northumberland und Cumberland mit jährlichen Einkünften von £ 200. Welche Güter genau übergeben werden sollten, wurde allerdings noch nicht festgelegt, es wurde aber vereinbart, dass der schottische König keine Burgen erhalten sollte. Die Ausfertigungen der Verträge von Norham und des 1217 nach dem Krieg der Barone zwischen Heinrich III. und Alexander II. geschlossenen Friedensvertrags wurden an die Vertragspartner zurückgegeben. Dabei wurde allerdings vereinbart, dass die Vertragsinhalte, mit Ausnahme der durch den Vertrag von York neu verhandelten Bedingungen, weiter gültig seien. Zwölf schottische Barone sowie die englischen Magnaten Gilbert Marshal, ein Schwager des schottischen Königs, und Humphrey de Bohun, der umfangreichen Landbesitz in Schottland hatte, beschworen, dass der schottische König den Vertrag einhalten würde. Dann beschworen der Earl of Menteith für den schottischen König und der Earl Warenne für den englischen König die Einhaltung des Vertrags, so dass die beiden Könige als gleichberechtigte Monarchen galten.

## Folgen
Der Vertrag von York beendete die lange Verbindung der Honour of Huntingdon mit Schottland. Über die Auswahl der Güter für den schottischen König wurde vier Jahre lang verhandelt, da der schottische König entschlossen war, nicht das erstbeste Angebot des englischen Königs anzunehmen. 1240 sah sich der englische König sogar gezwungen, dem schottischen König £ 400 als Entschädigung für entgangene Einkünfte aus den zugesagten Ländereien zu zahlen. Als Heinrich III. zu einem Feldzug gegen den französischen König aufbrechen wollte, wies er Ende 1241 Nicholas Farnham, den Bischof von Durham an, die Verhandlungen zuvor zum Abschluss zu bringen. Am 22. April 1242 wurden dem schottischen König fünf Güter mit dem Zentrum in Penrith in Cumberland übergeben. Zusammen mit dem seit 1157 im Besitz der schottischen Könige befindlichen Gut Wark in Tynedale wurden die Einkünfte aus diesen Gütern 1290 mit jährlich £ 368 bewertet, so dass Alexander II. wohl gerecht behandelt wurde. Auch wenn zwischen den beiden Königen ein persönlich gutes Verhältnis herrschte, bestand zwischen  schottischen und englischen Landbesitzern und Beamten in der Grenzregion nach jahrzehntelangen Grenzstreitigkeiten weiterhin ein angespanntes Verhältnis. Um den genauen Grenzverlauf zwischen England und Schottland kam es allerdings noch 1245 in der Region südlich des Tweed oder im Esk Valley zu Streitigkeiten. 1249 wurden zwischen den beiden Ländern Regelungen über Grenzverstöße getroffen. Der englische König misstraute zwar in den nächsten Jahren der Politik des schottischen Königs, doch durch den 1244 geschlossenen Vertrag von Newcastle wurde das Verhältnis zwischen ihnen weiter verbessert.